# Böhler (Familienname)
Böhler ist ein deutscher Familienname.

## Namensträger
- Albert Böhler (1845–1899), österreichischer Industrieller und Mitbegründer der Böhler-Werke
- Arno Böhler (* 1963), österreichischer Philosoph
- Bettina Böhler (* 1960), deutsche Filmeditorin
- Britta Böhler (* 1960), deutsch-niederländische Rechtsanwältin und Politikerin
- Charlotte Böhler-Mueller (1924–2023), deutsche Autorin, Künstlerin und Journalistin
- Dieter Böhler (* 1961), deutscher römisch-katholischer Theologe
- Dietrich Böhler (* 1942), deutscher Philosoph und Vertreter der Diskursethik
- Doris Böhler (1804–1882), deutsche Theaterschauspielerin und Sängerin, siehe Dorothea Devrient
- Eduard Böhler (1878–1964), deutscher katholischer Geistlicher und Heimatforscher
- Eugen Böhler (1893–1977), Schweizer Ökonom und Hochschullehrer
- Eulogius Böhler (1861–1943), deutscher Kirchenmaler
- Fidelis Böhler (1887–1954), deutscher Fahrzeug-Konstrukteur bei Hanomag
- Franziska Böhler (* 1988), deutsche Krankenschwester und Buchautorin
- Fred Böhler (1912–1995), Schweizer Jazz- und Unterhaltungsmusiker
- Georg Böhler (1887–1979), österreichischer Politiker (CS)
- Georg Friedrich Böhler (1799–1857), deutscher Großkaufmann und Politiker
- Hans Böhler (1884–1961), österreichischer Maler
- Heinrich Böhler (1881–1940), österreichisch-schweizerischer Maler, Fotograf und Kunstsammler
- Heymo Böhler (1944–2013), deutscher Wirtschaftswissenschaftler
- Hubert Böhler (* 1986), österreichischer Baseballspieler
- Joachim Bøhler (* 1980), norwegischer Radrennfahrer
- Jochen Böhler (* 1969), deutscher Historiker
- Johann Böhler (1890–1971), österreichischer Politiker (VdU/FPÖ) und Fabrikant
- Johann Christian August von Boehler (1776–1857), königlich preußischer Generalmajor
- Johann Friedrich Böhler (1713–1784), Zeichner, Holzschnitzer und Bildhauer des Barock
- Jörg Böhler (1917–2005), österreichischer Chirurg
- Karl Böhler (1902–1959), deutscher Politiker
- Karoline Christine Böhler (Karoline Genast; 1800–1860), deutsche Sängerin, Schauspielerin und Pianistin
- Katja Böhler (* 1971), deutsche Verwaltungsjuristin und politische Beamtin (SPD)
- Laurin Böhler (* 1995), österreichischer Judoka
- Lorenz Böhler (1885–1973), österreichischer Chirurg, Begründer der modernen Unfallchirurgie
- Michael Böhler (* 1940), Schweizer Literaturwissenschaftler
- Otto Böhler (1847–1913), österreichischer Silhouettenkünstler deutscher Herkunft
- Peter Böhler (Bischof) (1712–1775), deutscher evangelischer Missionar und Bischof der Herrnhuter Brüdergemeine
- Peter Böhler (Wasserspringer) (* 1967), deutscher Wasserspringer
- Reinhard Böhler (1945–1995), deutscher Motocross-Rennfahrer
- Reinhard Boehler (Reinhard Böhler; * 1947), deutscher Mineraloge und Geophysiker
- Stefanie Böhler (* 1981), deutsche Ski-Langläuferin
- Wilhelm Böhler (1891–1958), katholischer Geistlicher und Kirchenpolitiker
- Yvonne Böhler (* 1941), Schweizer Fotografin